# Zwartkruintityra
De zwartkruintityra (Tityra inquisitor) is een zangvogel uit de familie Tityridae.

## Verspreiding en leefgebied
Deze soort komt voor van het zuiden Mexico tot het noorden van Argentinië. Er zijn zes ondersoorten:
- T. i. fraserii: van ZO-Mexico tot C-Panama.
- T. i. albitorques: van O-Panama tot NW-Brazilië en via W-Colombia en W-Ecuador tot C-Peru en NW-Bolivia.
- T. i. buckleyi: ZO-Colombia en O-Ecuador.
- T. i. erythrogenys: O-Colombia, Venezuela, de Guyana's en NO-Brazilië.
- T. i. pelzelni: van N- en O-Bolivia tot C-Brazilië.
- T. i. inquisitor: O- en ZO-Brazilië, O-Paraguay en NO-Argentinië.

## Status
De grootte van de populatie is in 2019 geschat op 0,5-5 miljoen volwassen vogels. Op de Rode lijst van de IUCN heeft deze soort de status niet bedreigd.